# Demas (Neues Testament)
Demas wird im Neuen Testament vom Apostel Paulus als Mitarbeiter erwähnt (Phlm 24 ). Während der ersten Gefangenschaft von Paulus in Rom soll Demas noch dabei gewesen sein (Kol 4,14 ), später verließ er aber den Apostel aus „Liebe zur Welt“ (2 Tim 4,10 ) und zog nach Thessalonich.
Christen sehen in Demas ein Gleichnis dafür, dass ein Gefolgsmann Christi von den weltlichen Verlockungen eingeholt werden kann.
In dem Buch Pilgerreise zur seligen Ewigkeit von John Bunyan wird Demas als ein Betrüger beschrieben, der Pilger vom Berg Lucre zu sich winkt und diese zwingt, in dem dortigen Silberbergbau zu arbeiten.